# Rogale (herb szlachecki)
Rogale (Colbasz, Kolbasz) – polski herb szlachecki z nobilitacji. Mimo podobieństwa do herbu Rogala, w literaturze herb ten nie jest opisywany jako odmiana. Za to u Anny Wajs figuruje sformułowanie Colbasz czyli Rogala.

## Opis herbu
W polu czerwonym z prawej róg jeleni o pięciu rosochach, srebrny, z lewej takiż róg bawoli.
Klejnot nieznany.

## Najwcześniejsze wzmianki
Nadany Wolfgangowi z Nowikostel (Nowy Kościół), koniuszemu księcia cieszyńskiego Kazimierza. Herb jest wynikiem adopcji do Rogali przez Mikołaja Czambora z Iskrzyczyna i jego brata Pawła Sebastiana z Krassowa.

## Etymologia
Nazwa Rogale jest przezwiskowa, natomiast Kolbasz, używana w Księstwie Cieszyńskim, jest nazwą nierozpoznaną.

## Herbowni
z Nowikostel.